# Грамада (планина)
Вижте пояснителната страница за други значения на Грамада.
Планина Грамада се намира в югоизточна Сърбия (Западни покрайнини), на североизток от Власинското езеро и на запад от българо-сръбската граница. Долината на Преслапска река я дели от Рудина планина (Знеполе). Изградена от шисти.

## Върхове
- Мали връх (1678 м)
- Въртоп (1721 м).

## Климат
Суров планинско-континентален климат. Големи разлики в дневните (пладне – полунощ) и годишните (лято – зима) температури.

## Води
Реките и потоците са къси и стръмни, образуват бързеи и водоскоци. Повечето от тях изкуствено се отвеждат към Власинското езеро, намиращо се на височина 1200 м над м.р. По-важните реки са:
- Власина, изтича от Власинското езеро, приток на р. Южна Морава и Дунав),

- Стръвна река (с два водопада), приток на Власина река,

- Божичка река (вж. с. Божица) и др.

Наблюдава се пролетно (от топене на снеговете) и есенно (от валежи) пълноводие на реките и потоците.

## Валежи
Предимно пролетно-есенни. Сухо лято.

## Населени пунктове
Районът на планина Грамада е рядко населен. Село Попадийсци (Попадијсци), село Клисура и др.

## Местности
Черната трева (срб. Црна трава) на височина 950 м.

## Изходни пунктове
Босилеград